# Lomas Athletic Club
Le Lomas Athletic Club est un club omnisports basé à Lomas de Zamora dans le Grand Buenos Aires en Argentine.

## Histoire
Le club a été fondé le 15 mars 1871 par des élèves et anciens élèves de la « Lomas Academy » issue de l’immigration britannique. « Lomas Academy » fut d’ailleurs le nom originel du club pendant ses deux premières années d’existence. Les membres fondateurs étaient Thomas Dodds (qui en fut le premier président durant les trois premières années), James Gibson, John Cowes, R.I Goodfellow, T.M Lees et W.W Hayward. Certains d’entre eux ont des descendants qui sont actuellement membres du club.
Les sports qui se pratiquent au sein du club sont le rugby à XV, le hockey sur gazon, le golf, le tennis, le cricket et la pétanque. Le LAC est membre fondateur de toutes les fédérations d’argentine liées à ces sports à l’exception du hockey sur gazon. La section masculine rejoignit les rangs de la fédération (Asociacion Amateur Argentina de Hockey sobre Cesped) en 1910 deux ans après la création de celle-ci en 1908 (année du premier championnat d’Argentine de hockey sur gazon). Pour sa part, la section féminine participa au premier championnat féminin sous le nom de « Diamonds » (diamants). Lors de la création du club en 1871, les sports pratiqués étaient le football, le rugby à XV et le cricket.

### Les débuts du football

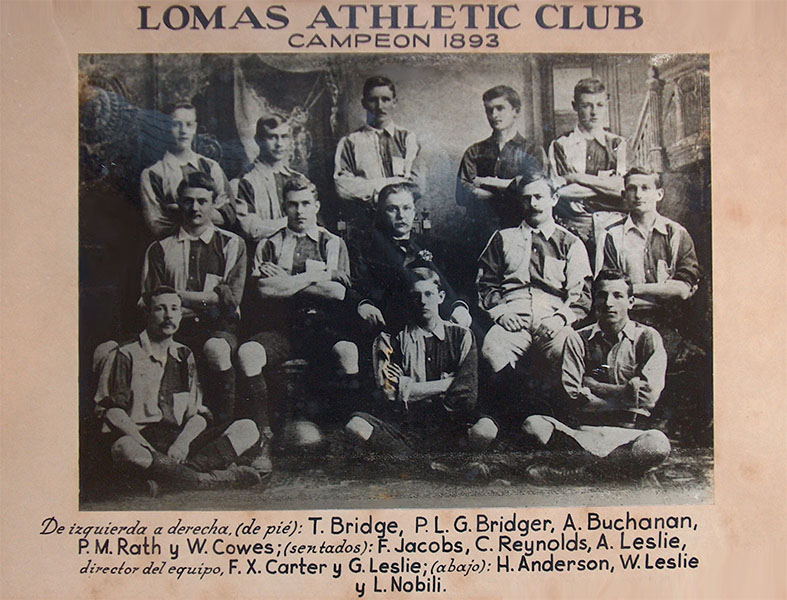
L'équipe championne d'Argentine en 1893.

« La Máquina » de River Plate des années 1940 est considéré comme l’équipe la plus prestigieuse de l’histoire du football professionnel argentin. Pour l’époque amateur on considère qu’il s’agit de l’Alumni Athletic Club au début du XXe siècle. Pourtant la première équipe de football argentin à avoir dominé sa discipline est le Lomas Athletic Club qui remporta 5 fois le championnat d’Argentine entre 1893 et 1898 quand le football en Argentine en était à ses balbutiements. L’écossais Alexander Watson Hutton est considéré comme le père fondateur du football argentin car il fonda la Buenos Aires English High School qui devint plus tard l’Alumni Athletic Club dont les membres étaient les étudiants de l’institution,. Au même moment W.W Hayward fondait la « Lomas Academy » ou il enseigna à ses élèves la pratique du football qui jouèrent plus tard au sein du Lomas Athletic Club. En 1893, la seconde « Argentine Association Football League » fut fondée et un championnat d’Argentine eu lieu la même année. Le titre fut remporté par Lomas AC qui remporta par la suite le titre en 1894, 1895, 1897, 1898. De 1893 jusqu'à 1898 le club fut pratiquement imbattable : en 60 matchs, ils en remportèrent 45, firent 11 fois matchs nuls, et n’en perdirent que trois. Toutefois selon les archives du club les statistiques diffèrent un peu : 47 victoires, 9 nuls et 4 défaites.
La première équipe sacrée en 1893 comptait dans ses rangs les joueurs suivants : T. Bridge, P.Bridger, A. Buchanan, P. Rath, W. Cowes, F. Jacobs, C. Reynolds, F. Larter, G. Leslie, H. Anderson, W. Leslie, L. Nobili. L’entraîneur de cette équipe était A. Leslie.

### Du football au rugby à XV

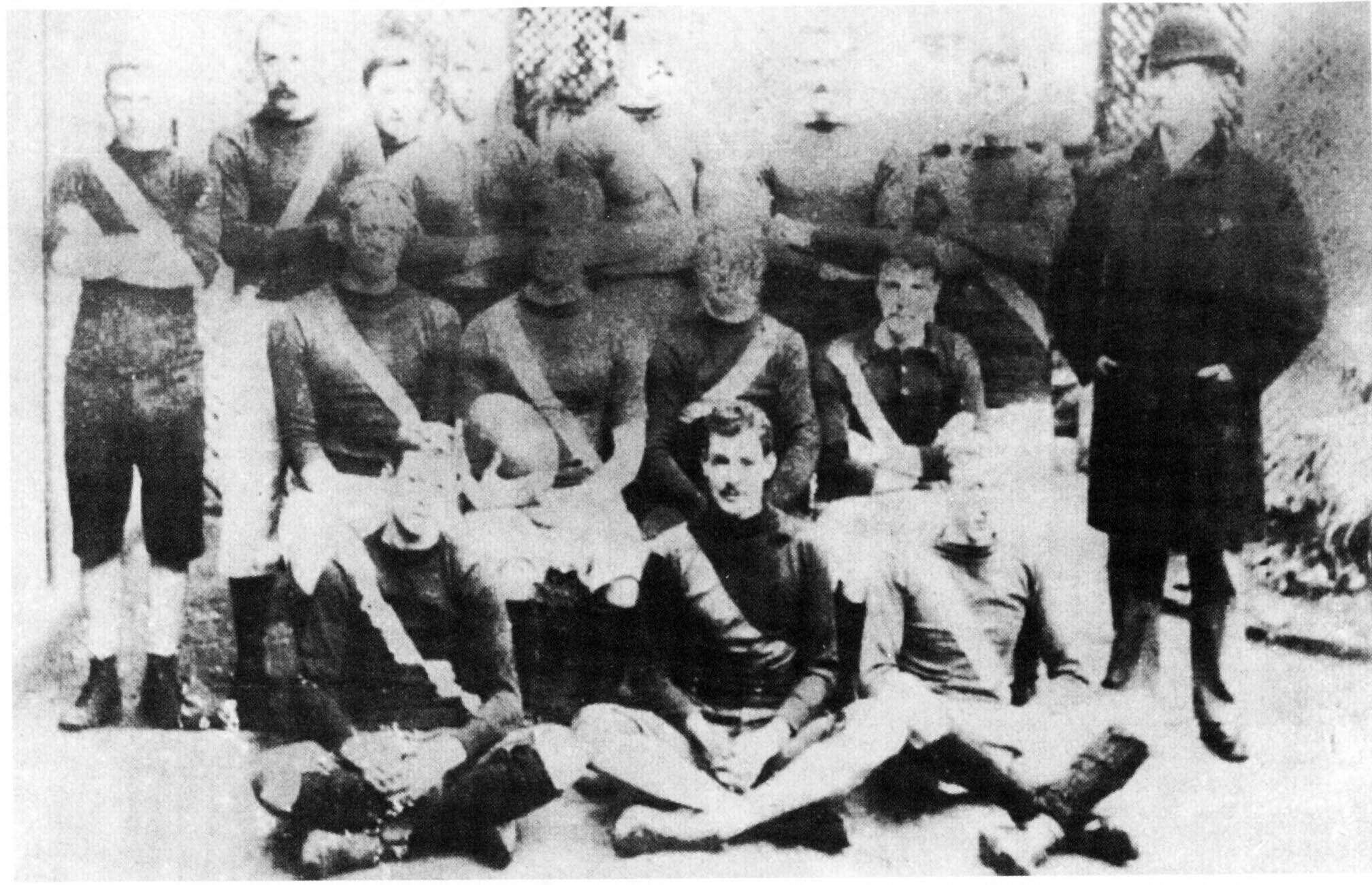
L'équipe de rugby à XV en 1899, premier champion

Le rugby à XV devint petit à petit la section la plus populaire du club. Cette popularité augmentait alors qu'en parallèle la section football connaissait des résultats mitigés. En effet le club naviguait en bas de classement en 1909 le club termina dernier du championnat et fut relégué au terme d’une piètre saison (1 victoire, 6 nuls, 11 défaites). La dernière apparition de la section football au haut niveau eu lieu lors du premier tour de la Copa de Competencia "Jockey Club" 1909 ou Lomas fut écrasé 18-0 par Estudiantes. En 1899, la section rugby remporta le championnat de l’Unión de Rugby de Buenos Aires qui est la plus puissante des fédérations provinciales d'Argentine et organise le plus important championnat en Argentine. Le club remporta un nouveau titre en 1913. La section rugby connut par la suite une période néfaste évoluant dans les divisions inférieures. Depuis le club a retrouvé la première division de l’Unión de Rugby de Buenos Aires. L’un de ses joueurs, Pablo Gomez Cora a été sélectionné en équipe d'Argentine de rugby à XV et son frère Santiago Gomez Cora qui joue au Rugby à 7 est le meilleur marqueur d’essais de tous les temps en IRB Sevens World Series.

Les couleurs de Lomas AC.

En 1910, une équipe gérée par l'université d'Oxford réalise une tournée, contre laquelle l'équipe nationale argentine joue son premier match, qu'elle perd 3 à 28. Deux joueurs de Lomas figuraient dans l'équipe d'Argentine : Fairy Heatlie et J. Monks. Heatlie qui était né en Afrique du Sud avait même joué pour les Springboks à six reprises entre 1891 et 1903. C'est d'ailleurs lui qui proposa le springbok comme emblème pour l'équipe sud-africaine et c'est également lui qui proposa les couleurs verte et or qui inspirèrent celle du club de Lomas.

## Parcours enchampionnat d'Argentine de footballde 1891 à 1909

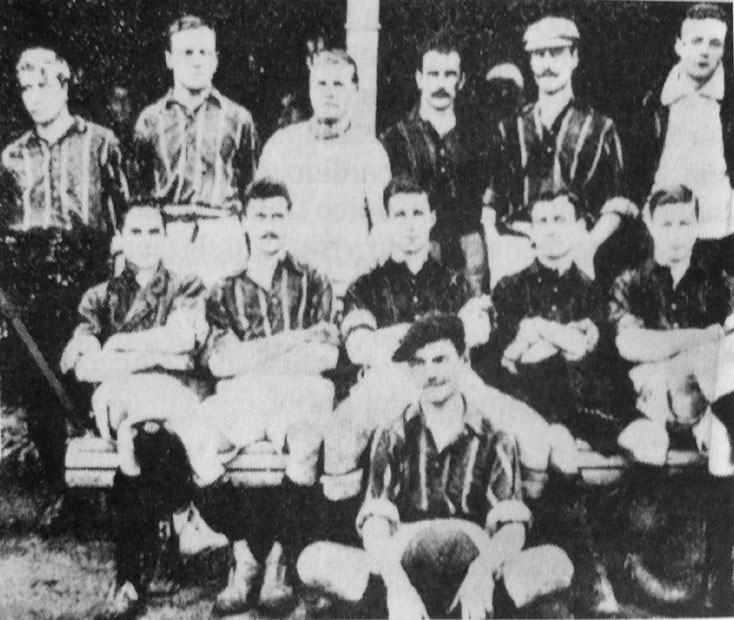
L'équipe championne d'Argentine en 1895.

- 1891 – Non participant
- 1893 - Champion
- 1894 - Champion
- 1895 - Champion
- 1896 – Champion et 3e sur 5[7]
- 1897 - Champion
- 1898 - Champion
- 1899 – 3e sur 4
- 1900 – 2e sur 4
- 1901 – 4e sur 4
- 1902 – 5e sur 5
- 1903 – 4e sur 6
- 1904 – 3e sur 6
- 1905 – 6e sur 7
- 1906 – 2e sur 11
- 1907 – 9e sur 11
- 1908 – 9e sur 10
- 1909 – 10e sur 10 (relégué)

## Les autres sections sportives
Parmi les principaux sports du club on trouve le cricket. Le club est l’un des membres fondateurs de la « Associacion de Cricket » en 1913 et 13 de ses membres ont joué en équipe d’Argentine de cricket. Le club remporta le championnat en 1897-1898, 1899-1900, 1901-1902, 1917-1918, 1922-1923, 1947-1948, 1948-1949, 1951-1952, 1962-1963, 1964-1965, 1972-1973, 1977-1978, 1978-1979, 1979-1980, 1990-1991, 1994-1995, 200-2001, 2002-2003, 2003-2004, et le Robin Stuart Shield en 1964-1965, 1968-1969, 1973-1974, 1975-1976, 1978-1979, 1979-1980, 1980-1981, 2004-2005.
En golf le club organisa l’Open d’Argentine en 1917, 1925, 1927, 1961 et 1975. Le golfeur José Jurado qui était membre du club remporta cet open à sept reprises (1920, 1924, 1925, 1927, 1928, 1929). José Jurado a également terminé second de l’Open britannique hommes en 1931 sur le parcours du Carnoustie Golf Links.
Lomas fait aussi partie des bonnes équipes de pétanque de la ville de Buenos Aires. Six de ses membres, hommes et femmes, ont déjà participé aux championnats du monde de pétanque.
En tennis, la section a remporté de nombreux tournois interclubs et possède 19 équipes (hommes et femmes) réparties dans plusieurs divisions.
À l’heure actuelle le hockey sur gazon est l’une des disciplines phare du club. Les sections masculine et féminine évoluent en Primera Division Metropolitana. Les filles ont remporté le premier championnat en 1938 et ont gagné 16 titres depuis 1977. Toutefois c’est le Quilmes AC qui a remporté le plus grand nombre de titres : 17. Le club possède 32 équipes réparties dans plusieurs divisions et environ 500 joueurs. 19 joueurs ont déjà été sélectionnés en équipe d’Argentine féminine de hockey sur gazon. Parmi elle, citons Mariela Antoniska médaillée d’argent aux JO de Sydney en 2000 et médaillée de bronze aux JO d’Athènes en 2004. Alejandra Gulla fut elle aussi médaillée à Athènes.

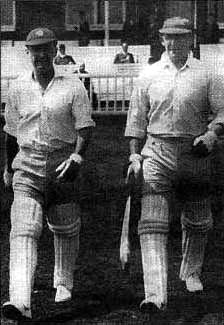
Deux joueurs de cricket de Lomas en 1949.
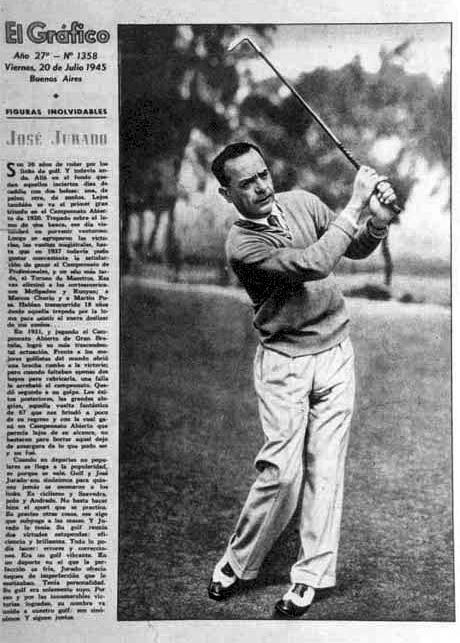
José Jurado.
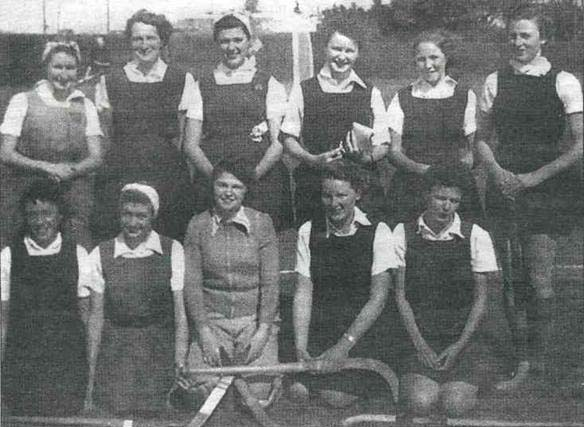
L'équipe de hockey sur gazon en 1951.

## Infrastructures du club

### Les présidents
Le premier président du club fut Thomas Dodds. F.H Chevallier-Boutell fut le troisième président et occupa cette fonction pendant 24 ans (1894-1918). Le fauteuil présidentiel change rarement de main : Robin Stuart fut président pendant 12 ans, John C. Rodman pendant 20 ans et Alberto Echeverria pendant dix ans (1974-1984). Il fut aussi le premier créole à occuper ce poste. Le président actuel est Patricio Campbell.

### Installations
Le siège social du club se situe rue Arenales. Le club possède le stade Longchamps et un terrain de golf près de l’Union Ferroviaria. Le bâtiment de la rue Arenales est utilisés pendant la semaine pour l’entraînement de nombreuses sections et dispose d’une piscine couverte.

## Palmarès

### Cricket
- Primera División (19):

1897-98, 1899-00, 1901-02, 1917-18, 1922-23, 1947-48, 1948-49, 1951-52, 1962-63, 1964-65, 1972-73, 
 1977-78, 1978-79, 1979-80, 1990-91, 1994-95, 2000-01, 2002-03, 2003-04, 2009-10, 2012-13 

### Football
- Primera División (5):

1893, 1894, 1895, 1897, 1898

### Hockey
- Metropolitano de Primera División (17):

1938, 1977, 1979, 1983, 1984, 1985, 1986, 1989, 1991, 1992, 1993, 1996, 1997, 2001, 2003, 2005, 2006

### Rugby union
- Torneo de la URBA (2):

1899, 1913